# August Sander

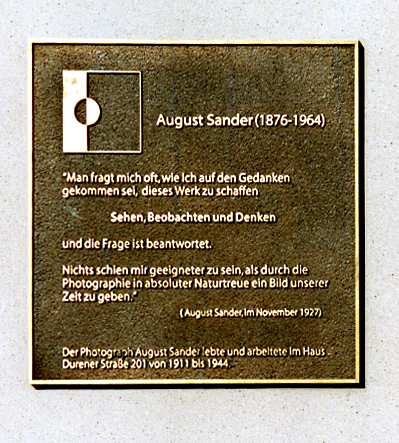
Pamětní tabule

August Sander (17. listopadu 1876 – 20. dubna 1964) byl německý portrétní a dokumentární fotograf. Řadí se do světové meziválečné avantgardy jako zástupce německé Nové věcnosti (Neue Sachlichkeit) společně s umělci jako byli Karl Blossfeldt, Albert Renger-Patzsch, Walter Peterhans a Helmar Lerski. Tato skupina představovala nový směr, kterým se vydala fotografie v Evropě – tzv. nemanipulovaná fotografie.

## Život
Sander se narodil v Herdorfu jako syn tesaře pracujícího v důlním průmyslu. Dokud pracoval v místním dole, Sander se oboru naučil při asistování fotografovi, který pracoval pro těžební společnost. S finanční podporou svého strýce koupil fotovybavení a zařídil si temnou komoru.
Na vojenské službě (1897-99) se uplatnil jako asistent fotografa a v následujících letech putoval napříč Německem.
V roce 1901 začal pracovat pro foto studio v Linci, kde se nakonec stal partnerem (1902), posléze jejím jediným majitelem (1904). Z Lince odešel na konci roku 1909 a vytvořil nové studio v Kolíně nad Rýnem. Na počátku dvacátých let Sander vstoupil do „Skupiny progresivních umělců“ v Kolíně a začal plánovat dokumentovat současnou společnosti v portrétních sériích. V roce 1927 Sander během tří měsíců se spisovatelem Ludwigem Matharem procestovali celou Sardinii kde pořídili okolo 500 fotografií. Nicméně plánovanou knihu s podrobným popisem svých cest nikdy nedokončil. Sanderova první kniha Tvář naší doby byla vydána r. 1929. Obsahuje výběr šedesáti portrétů z jeho série Lidé 20. století. Za nacistického režimu byl jeho pracovní a osobní život výrazně omezen. Jeho syn Erich, který byl členem levého křídla Socialistické Strany Pracujících (SAP), byl roku 1934 zatčen a odsouzen k 10 letům vězení, ve kterém zemřel r. 1944, krátce před vypršením svého trestu.
Sanderova kniha Tvář naší doby byla zabavena v roce 1936 a fotografické desky byly zničeny. Kolem roku 1942, během druhé světové války, z Kolína odešel a odstěhoval se na venkov, kde mohl lépe chránit většinu svých negativů. Jeho ateliér byl zničen v 1944 při bombovém útoku.
Sander zemřel 20. dubna 1964 v Kolíně nad Rýnem.

## Dílo
Jeho dílo obsahuje krajinu, přírodu, architekturu a pouliční fotografii, ale je velmi dobře známé díky jeho portrétům, například cyklem Lidé 20. století. V tomto cyklu se snaží ukázat průřez společností během Výmarské republiky. Série je rozdělena do sedmi sekcí: zemědělci, kvalifikovaní živnostníci, žena, třídy a profese, umělci, město a poslední lidé (bezdomovci, veteráni, atd.) Okolo roku 1945 Sanderův archiv obsahoval více než 40 000 fotografií.
Zastával názor, že profese a sociální zařazení se zřetelně projevují v celé fyziognomii člověka. Pořizoval proto snímky řemeslníků, studentů, podnikatelů, cirkusáků i nezaměstnaných vždy tam, kde pracovali nebo žili, aby i póza, kterou před kamerou zaujali, odpovídala jejich každodennímu konání.
V jeho tvorbě (podobností dvojčat, uhrančivý pohled přímo na diváka) lze nalézt paralely s dalšími autory. Stejným tématem se zabývaly autorky Tereza Vlčková (cyklus Two – Dvojice), Loretta Lux (Sasha and Ruby), Rineke Dijkstra (Chen a Efrat), Diane Arbusová (Identická dvojčata), Mary Ellen Mark, Wendy McMurdo nebo Chantal Michel.
Po Hitlerově nástupu k moci bylo publikování Sanderových portrétů zakázáno, protože jeho sociální analýza byla v rozporu s nacistickým mýtem výlučně nordické rasy.
V roce 2002 vydala společnost August Sander Archiv a Susanne Lange sedmisvazkovou kolekci obsahující některé ze 650 Sanderových fotografií (August Sander: Lidé ze 20. století, Harry N. Abrams, $ 195).

## Zastoupení ve sbírkách
- Art Institute of Chicago, Chicago, Illinois, USA[14]

## Ocenění
- Cena za kulturu Německé fotografické společnosti